# Johannes Justus Montijn (1769-1833)
Johannes Justus Montijn (Oudewater, 10 mei 1769 − aldaar, 15 januari 1833) was een Nederlands burgemeester.

## Biografie
Montijn was een lid van het Nederland's Patriciaatsgeslacht Montijn en een zoon Samuel Montijn (1740-1781) en Carolina Phillippina Elisabetha Huge (1749-1828). Hij trouwde in 1789 met Catharina Puyt (1765-1832). Vanaf 1795 was hij baljuw van zijn geboortestad; daarna was hij daarvan schout, maire en burgemeester wat hij bleef tot zijn overlijden. Hij was daarnaast dijkgraaf van Noord-IJsseldijk. Hun zoon Adriaan Maarten Montijn (1792-1864) was ook burgemeester, net als twee van zijn kleinzonen.